# Delirious?
Delirious? er et engelsk Kristent rock- og lovsangsband, bestående af Martin Smith, vokal and guitar, Stuart Garrard (også kendt som Stu G) på guitar og bagvokal, Jonathan Thatcher på basguitar, Timothy Jupp på keyboard og klaver, og Stewart Smith på trommer. Stu G er det eneste medlem, der ikke er i familie med de andre med enten blod eller ægteskab. Martin, Stewart og Tim er hver gift med en af Jon's tre søstre.
Deres sang fra 1995, "I Could Sing Of Your Love Forever" eller på dansk "Jeg ku' synge om dig forevigt", er blvet kaldet en "moderne klassisk lovsang og tilbedelsessang " og er deres bedst kendte sang i USA.